# Osmia kirgisiana
Osmia kirgisiana är en biart som beskrevs av Van der Zanden 1994. Osmia kirgisiana ingår i släktet murarbin, och familjen buksamlarbin. Inga underarter finns listade i Catalogue of Life.